# Orthemis attenuata
Orthemis attenuata är en trollsländeart som först beskrevs av Wilhelm Ferdinand Erichson 1848.  Orthemis attenuata ingår i släktet Orthemis och familjen segeltrollsländor. Inga underarter finns listade i Catalogue of Life.